# Oswaldia issikii
Oswaldia issikii är en tvåvingeart som först beskrevs av Baranov 1935.  Oswaldia issikii ingår i släktet Oswaldia och familjen parasitflugor. Inga underarter finns listade i Catalogue of Life.